# Bagheera kiplingi
Bagheera kiplingi es una especie de araña de la familia de los saltícidos o arañas saltadoras, y es la única araña principalmente herbívora conocida.

## Hallazgo y distribución
La araña fue descrita por primera vez en el año 1896 por los naturalistas Peckham & Peckham, e identificada como herbívora en el año 2001 en Costa Rica por Eric Olsen, miembro de la Universidad de Brandeis (Estados Unidos); su población se reparte entre los países de México, Guatemala y Costa Rica.

## Hábitat y características

Distribución ocular característica de los saltícidos.

Es una especie que se alimenta de las hojas y el néctar de las acacias silvestres donde cohabitan con las hormigas, es de color rojizo y del tamaño de una uña. 

## Nombre
George y Elizabeth Peckham bautizaron a este arácnido con el nombre de Bagheera kiplingi en homenaje al escritor Rudyard Kipling, autor de El libro de la selva: Bagheera es un personaje de la novela.